# Vernéřov (Klášterec nad Ohří)
Vernéřov (německy Wernsdorf) je zaniklá vesnice a část obce Klášterec nad Ohří v okrese Chomutov v Ústeckém kraji.

## Název
Název vesnice je odvozen z německého názvu Wernhardsdorf, tj. Vernhartova ves. V historických pramenech se jméno vesnice vyskytuje ve tvarech Wernhardsdorf (1261) nebo Wernsdorf (1530).

## Historie
Vernéřov byl jednou ze čtyř vesnic, které nechal ve třináctém století založit kadaňský měšťan Arvo. První písemná zmínka o vsi pochází z roku 1261 a nachází se v listině, kterou král Přemysl Otakar II. věnoval patronátní právo v těchto čtyřech vesnicích pražským johanitům. Ve stejném roce část vsi získal grünhainský klášter a zbytek patřil k zázemí kadaňského hradu a po roce 1540 k chomutovskému panství. Klášter z vernéřovského dvora spravoval svůj majetek v Čechách, ale když získal ves Bystřici, přestěhoval sídlo správy tam. Vernéřov zůstal v klášterním majetku až do zániku kláštera v roce 1536, ale po určitou dobu jej měli v zástavě páni ze Šumburka.
Po zrušení kláštera Vernéřov získali Šumburkové, ale roku 1552 jej od nich koupil Bohuslav Felix Hasištejnský z Lobkovic. Bohuslavův syn Valdemar se velmi zadlužil, a proto musel svůj majetek přenechat věřitelům. Vlastníkem Vernéřova se tak stal Jiří Popel z Lobkovic. Vesnice za Lobkoviců v období let 1560–1583 náležela k přísečnickému a poté do roku 1594 k líčkovskému panství. Jiří Popel byl v roce 1594 odsouzen za velezradu ke ztrátě všeho majetku, a jeho rozsáhlé panství přešlo do správy královské komory. Od ní Vernéřov, Louchov a Domašín koupil Eliáš Schmidtgräbner z Lusteneku. Spojil oba díly vesnice, přikoupil Potočnou a v letech 1605–1620 je spravoval jako samostatný statek ze svého panství v Brusech.

### Sedmnácté století
Eliáš Schmidtgräbner se zúčastnil stavovského povstání v letech 1618–1620, za což byl odsouzen ke konfiskaci poloviny majetku. Statek Vernéřov roku 1622 získal do zástavy Jaroslav Bořita z Martinic, ale o rok později jej Eliášova dcera Helena koupila za 19 000 rýnských zlatých. Po Heleně zdědil celý statek její bratr Jan Jáchym a v roce 1651 jeho syn Vilém Jindřich, který nechal postavit vernéřovský zámek. V té době podle berní ruly z roku 1654 ve Vernéřově žilo dvanáct sedláků a 23 chalupníků. Sedláci měli 37 potahů, obdělávali 289 strychů půdy a chovali 33 krav, 38 jalovic, 43 ovcí, 44 prasat a čtrnáct koz. Chalupníkům patřilo celkem asi 258 strychů půdy, 34 potahů, 54 krav, 54 jalovic, 35 ovcí, 21 prasat a dvacet koz. Hlavním zdrojem obživy byl chov dobytka a prodej obilí. Pracoval zde kovář, tři mlynáři a jeden hospodský.
Úbytek obyvatel během třicetileté války vedl ke zvětšování robotních povinností poddaných, což vedl k nespokojenosti sedláků a nakonec vyústilo k selskému povstání v roce 1680. Jedním z jeho vůdců se stal vernéřovský sedlák Tobiáš Fiedler. Za svou činnost byl v Kadani odsouzen k trestu smrti oběšením a ke ztrátě majetku.

### Osmnácté století
Vernéřov patřil rodu Schmidtgräbnerů do roku 1700 nebo 1701. Novým majitelem se stal Václav Arnošt Markvart z Hrádku, který v části vsi zvané Fabrikshütten (později Fáberovy Chalupy) založil manufakturu na výrobu pušek. V roce 1732 se v ní vyrobilo 532 pušek, ale v dalších letech se výroba rozrostla na 1609 pušek v roce 1733, 6525 pušek (1734) a 5500 pušek v roce 1735. Pušky nakupovala především rakouská armáda, ale dodávaly se i do Turecka. Markvart zastával řadu úřadů, a ve Vernéřově pobýval jen zřídka. Špatně spravované panství se tak dostalo do dluhů a roku 1739 na něj byla uvalena nucená správa, kterou vykonával rytíř Josef Jáchym Schmidtgräbner.
Václav Arnošt Markvart z Hrádku zemřel roku 1739 a o rok později Vernéřov s Louchovem, Domašínem a Potočnou koupil hrabě Václav Antonín Chotek z Chotkova a Vojnína. Zbraně se v puškařské manufaktuře vyráběly i za něj, ale produkce postupně klesala. Při otevření manufaktury v ní pracovali čtyři mistři a čtyřicet tovaryšů a nejvyššího počtu zaměstnanců dosáhla v roce 1769, kdy zde pracovalo 83 řemeslníků. Roku 1772 začal hrabě Chotek manufakturu rozprodávat. Řemeslníci založili puškařský cech, a zaměřili se na výrobu loveckých zbraní.

### Devatenácté století
Roku 1803 Vernéřov od Chotků koupil za 157 tisíc zlatých Ludvík Sutzer a hned následujícího roku jej prodal pražskému velkoobchodníkovi Petrovi z Ballabene. V dalších letech se majitelé rychle střídali. Patřili k nim Paul Büttner, Josefa Wolfová z Wolfsbergu (1827–2837), Johann Reinwart (1837–1857), František Karel z Weidenheimu a Hugo Korb z Weidenheimu, jehož potomkům zámek s velkostatkem patřil až do roku 1945.
Puškařská výroba v první polovině devatenáctého století skomírala, až v roce 1834 zanikla úplně. Roku 1846 zde působil jen jeden výrobce pažeb. Brusírna bodáků byla v roce 1819 přestavěna na papírnu.
Díky své poloze na obchodní cestě z Čech do Saska měl Vernéřov vždy dobré spojení s okolními městy. V roce 1872 získal navíc zastávku na železniční trati Chomutov–Cheb a od roku 1880 ve vsi fungovala pošta.

### Dvacáté století
Roku 1920 byla do Vernéřova zavedena elektřina. Připojení a vybudování rozvodné sítě stálo 330 tisíc korun. V roce 1934 bylo ve vsi sedm hostinců, kromě dalších řemeslníků živnost provozovalo šest mlynářů a fungovala malá výrobna rýžových košťat, ve které pracovalo deset až čtrnáct dělníků. Během druhé světové války zde firma Seidl vyráběla dřevěné domy pro německé koncentrační tábory.
Koncem srpna 1949 bylo založeno jednotné zemědělské družstvo, které hospodařilo na 529 hektarech polí, 49 hektarech luk, 23 hektarech pastvin a 7,5 hektarech sadů. Vybudovalo vepřín, dvě drůbežárny, stáj pro krávy a porodny prasat a hovězího dobytka. Přesto k 1. lednu 1964 družstvo zaniklo a jeho majetek převzal klášterecký státní statek. Ve stejné době byla postavena regulace Hradišťskéh potoka, obnovena silnice a elektrické vedení a naplánována stavba šesti panelových domů, z nichž byly roku 1964 postaveny pouze dva.
Na začátku sedmdesátých let dvacátého století bylo rozhodnuto zřídit ve vernéřovském údolí složiště popílku prunéřovských elektráren. Obec proti rozhodnutí protestovala marně. K 1. lednu 1988 byla obec zrušena a její zástavba zbořena. K výstavbě popílkoviště však nedošlo. Po roce 1998 v místech bývalé vesnice vyrostla průmyslová zóna VERNE.

## Obyvatelstvo
Při sčítání lidu v roce 1921 zde žilo 1082 obyvatel (z toho 526 mužů). Většina patřila k německé národnosti (1059 lidí), Čechů bylo devatenáct a čtyři obyvatelé byli cizinci. Kromě sedmi evangelíků byli všichni členy římskokatolické církve. Podle sčítání lidu z roku 1930 zde žilo 1156 obyvatel, kteří byli s výjimkou 29 Čechů a šesti cizinců německé národnosti. Čtyři z nich byli evangelíci, pět židů, dvanáct bez vyznání a ostatní se hlásili k římskokatolické církvi.
|                                                            | 1869 | 1880  | 1890 | 1900  | 1910  | 1921  | 1930  | 1950 | 1961 | 1970 | 1980 | 1991 | 2001 | 2011 |
| ---------------------------------------------------------- | ---- | ----- | ---- | ----- | ----- | ----- | ----- | ---- | ---- | ---- | ---- | ---- | ---- | ---- |
| Obyvatelé                                                  | 919  | 1 005 | 993  | 1 021 | 1 070 | 1 082 | 1 156 | 545  | 500  | 535  | 403  | -    | 17   | 3    |
| Domy                                                       | 128  | 138   | 142  | 152   | 148   | 153   | 174   | 171  | 155  | 108  | 94   | -    | 1    | -    |
| Počet domů z roku 1961 je zahrnuje také domy vsi Hradiště. |      |       |      |       |       |       |       |      |      |      |      |      |      |      |

## Obecní správa
Po zrušení patrimoniální správy byl Vernéřov při sčítání lidu roku 1869 uveden jako osada Mikulovic. Při dalších sčítáních v letech 1880–1950 byl samostatnou obcí v okrese Kadaň a později v okrese CHomutov. Dne 1. ledna 1988 se stal částí obce Klášterec nad Ohří. K obci patřily v letech 1961–1987 části Hradiště, Pavlov a Potočná. Od 30. dubna 1976 do 31. prosince 1987 k Vernéřovu bývaly částí obce také Mikulovice.
Za první republiky ve Vernéřově působila vlivná komunistická organizace. Ve volbách do poslanecké sněmovny v roce 1925 získali komunisté 200 hlasů, Německý svaz zemědělců 199 hlasů a Německá nacionální strana 84 hlasů. Dalších sedm stran dostalo od jednoho do 42 hlasů. Podobné byly výsledky i výsledky voleb do obecních zastupitelstev v roce 1927. Při obecních volbách roku 1931 zvítězil německý svaz zemědělců s 243 hlasy. Česká strana sociálně demokratická získala 120 hlasů, komunisté 143 hlasů a německá nacionální strana 94 hlasů. Roku 1935 získala převahu Sudetoněmecká strana.
Po druhé světové válce vesnici spravovala místní správní komise v čele s Františkem Udatným a později Františkem Havránkem. Prvním předsedou místního národního výboru se roku 1946 stal Josef Vopička.

## Společnost

### Školství
Mateřská škola v obci fungovala od roku 1899 na náklady hraběnky Leonie Korbové, ale po její smrti neměla obec prostředky na provoz, a školka roku 1921 zanikla. Obnovena byla až v roce 1939.
Děti chodily do školy v Mikulovicích, ale od roku 1914 měl Vernéřov vlastní školu. Česká jednotřídní škola byla otevřena 1. září 1937, kdy ji navštěvovalo 26 žáků, ale hned následujícího roku byla po Mnichovské dohodě uzavřena. Po druhé světové válce začala se dvěma třídami fungovat 3. září 1945. Od roku 1970 ji začaly navštěvovat také děti ze zrušené školy v Hradišti, ale o dva roky později překročil počet žáků kapacitu školy. Čtvrtý a pátý ročník proto začal docházet do Hradiště. V roce 1974 počet žáků poklesl, a škola v Hradišti byla uzavřena definitivně.

### Spolky
V letech 1945–1965 ve vsi působil ochotnický spolek Josef Kajetán Tyl a roku 1946 zahájila činnost obecní knihovna, jejíž knižní fond se z počátečních 43 svazků rozrostl na více než 2000 knih. K dalším spolkům patřily Svaz československo-sovětského přátelství, Svaz českých žen, Český červený kříž, TJ Sokol Vernéřov, Socialistický svaz mládeže, Pionýr, Svaz požární ochrany, Lidové myslivecké sdružení, Osvětová beseda a Sdružená obec baráčníků.

## Pamětihodnosti
- zbořený zámek Vernéřov
- V katastrálním území Vernéřov je od roku 1983 vyhlášena národní přírodní památka Ciboušov.

## Osobnosti
- Anton Martius (1794–1876), přírodovědec, teolog a cestovatel